# Charlie Sheen
Carlos Irwin Estévez, mer känd under sitt artistnamn Charlie Sheen, född 3 september 1965 i New York, är en amerikansk film- och TV-skådespelare. Han är yngste son till skådespelaren Martin Sheen.
Hans karaktärsroller i filmer innefattar Chris Taylor i Vietnamkrigsdramat Plutonen (1986), Jake Kesey i The Wraith (1986) och Bud Fox i Wall Street (1987). Hans karriär har också inkluderat mer komiska filmer som Värsta gänget, Hot Shots!-filmerna samt Scary Movie 3, Scary Movie 4 och Scary Movie 5 (2013). På TV är Sheen känd för sina roller i två situationskomedier som Charlie Crawford i Spin City och som Charlie Harper i 2 1/2 män. År 2010 var Sheen den högst betalda TV-skådespelaren och tjänade $1 800 000 dollar per avsnitt av 2 1/2 män. År 2012 hade Sheens nya situationskomedi Anger Management premiär på FX.
Sheens privatliv har skapat rubriker om alkohol- och drogmissbruk, äktenskapliga problem och anklagelser om misshandel. Han fick sparken från sin roll i 2 1/2 män av CBS och Warner Bros. den 7 mars 2011. Sheen meddelade därefter att han skulle genomföra en landsomfattande turné.

## Biografi

### Tidigt liv
Sheen föddes som Carlos Irwin Estévez i New York, den yngste sonen och det tredje av fyra barn till skådespelaren Martin Sheen och konstnären Janet Templeton. Sheen har två äldre bröder, Emilio Estevez och Ramon Estévez, och en yngre syster, Renée Estévez, alla skådespelare. Hans föräldrar flyttade till Malibu, Kalifornien efter faderns Broadwaytur med The Subject Was Roses. Sheens första filmframträdande var vid nio års ålder i sin fars film Arkebuseringen av menige Slovik (1974). Sheen gick i skolan Santa Monica High School i Santa Monica, Kalifornien där han var basebollagets stjärna.
Under sina dagar på Santa Monica High School visade han tidigt intresse för skådespeleri. Han gjorde amatörfilmer med Super-8 tillsammans med sin bror Emilio och skolkamraterna Rob Lowe och Sean Penn, vid tidpunkten då han fortfarande använde sitt födelsenamn. Några veckor innan examen avstängdes Sheen från skolan för dåliga betyg och frånvaro. Efter att beslutat sig om att bli skådespelare antog han artistnamnet Charlie Sheen. Hans far hade antagit det för att hedra den katolska ärkebiskopen och teologen Fulton J. Sheen.

### Skådespelarkarriär
Den första egentliga rollen hade han i filmen Grizzly II (1983). 
På 1990-talet dök han upp i utredningen kring "Beverly Hills-madamen" Heidi Fleiss då Sheen var en av Fleiss flitigaste kunder. Livet med lyxprostituerade och kokainmissbruk gjorde att hans filmkarriär tog allvarlig skada. Han gjorde sedan något av en comeback först som ersättare efter Michael J. Fox i huvudrollen i TV-serien Spin City, och från 2003 medverkade han i TV-serien 2 1/2 män. I serien spelade Sheen mot Jon Cryer, som också är en nära vän till honom. Sheen fick sparken från TV-serien i februari 2011 på grund av sitt kraftiga kokain- och alkoholmissbruk samt brist på koncentration under inspelningarna.

### Privatliv

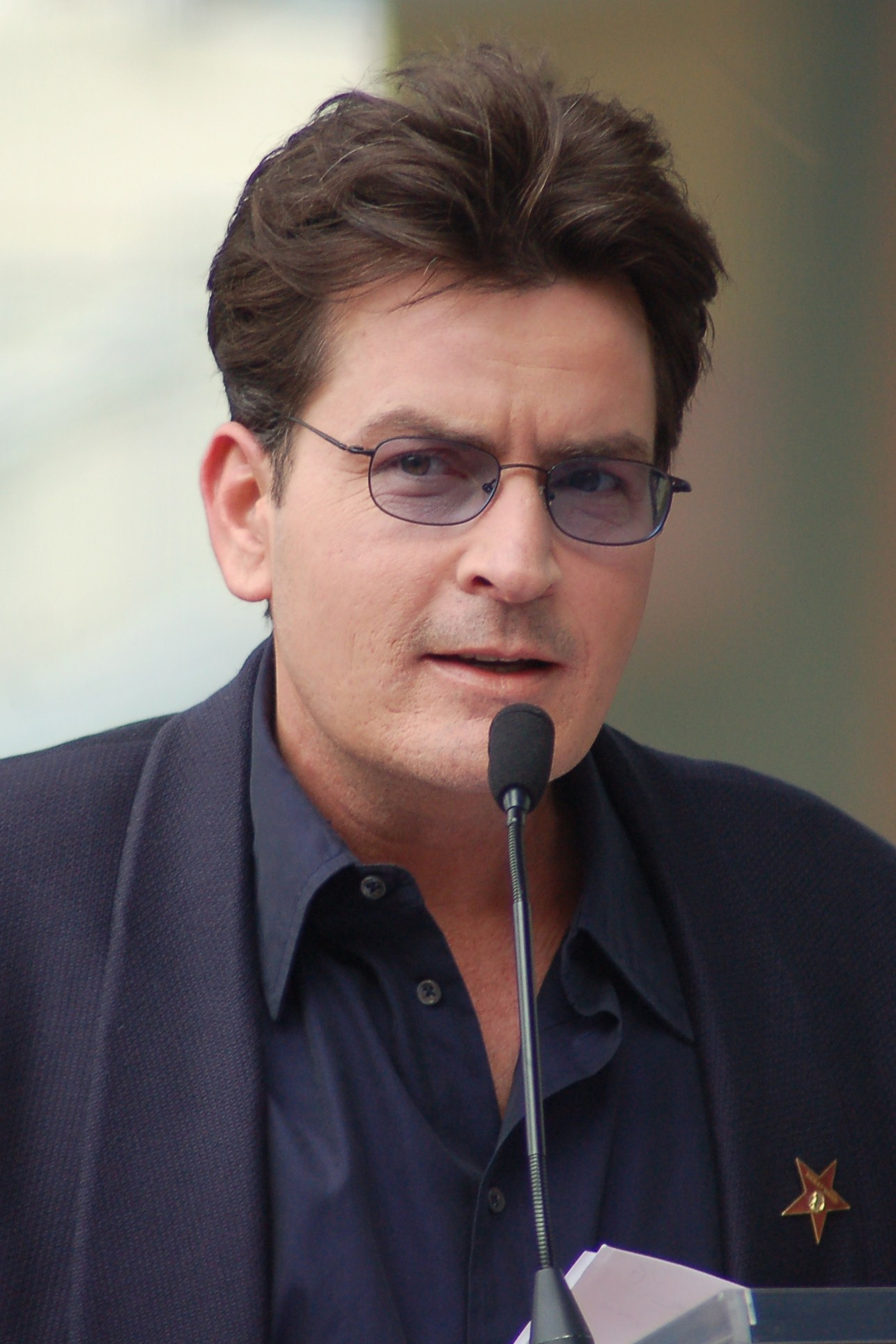
Charlie Sheen 2009.

Sheen och hans första fru, Donna Peele, var gifta 3 september 1995–19 november 1996. Den 15 juni 2002 gifte han sig med Denise Richards. De har två barn. Paret separerade i mars 2005 och ansökte om skilsmässa i januari 2006. Den 30 maj 2008 gifte han sig med Brooke Mueller och med henne har han också två barn. Charlie Sheen häktades misstänkt för att ha knivhotat och slagit sin fru den 25 december 2009. Han släpptes från häktet efter att ha betalat borgen på 8 500 dollar, och ställdes inför rätta den 8 februari 2010. Den 2 augusti 2010 dömdes han till 30 dagars rehabilitering, 30 dagars skyddstillsyn och 36 timmars "anger management". I början av november 2010 ansökte Sheen om skilsmässa från Mueller.
Den 29 januari 2011 lades Sheen in på rehabilitering för alkohol- och narkotikaproblem. Den 7 mars 2011 meddelade Warner Bros Television att Charlie Sheen blivit sparkad från 2 1/2 män på grund av sitt missbruk och en rad märkliga och förolämpande uttalanden i amerikansk media (främst mot seriens producent Chuck Lorre).
Sheen är mycket aktiv inom den konspirationsteoretiska Sanningsrörelsen.
Den 17 november 2015 offentliggjorde Sheen i en TV-sänd intervju att han är HIV-positiv. Han hade då känt till diagnosen i ca fyra år.

## Filmografi

### Filmer
| År   | Film                                          | Roll                                           | Anm. |
| ---- | --------------------------------------------- | ---------------------------------------------- | --- |
| 1973 | Det grymma landet                             | Boy Under Lamppost                             | Okrediterad roll. |
| 1974 | Arkebuseringen av menige Slovik               | Kid at Wedding                                 | NBC TV-film; okrediterad roll. |
| 1979 | Apocalypse Now                                | Statist                                        | |
| 1984 | Röd gryning                                   | Matt Eckert                                    | |
| 1984 | Silence of the Heart                          | Ken Cruze                                      | CBS TV-film |
| 1983 | Grizzly II: The Predator Concert              | Ron                                            | Inte släppt inspelad 1983 |
| 1985 | The Fourth Wise Man                           | Captain (Herod's Soldiers)                     | TV-film |
| 1985 | Out of the Darkness                           | Man Shaving                                    | CBS TV-film |
| 1985 | Ondskans terror                               | Bo Richards                                    | |
| 1986 | Lucas                                         | Cappie                                         | |
| 1986 | Fira med Ferris                               | Garth Volbeck-Boy in Police Station            | Cameo |
| 1986 | Plutonen                                      | Private Chris Taylor                           | |
| 1986 | The Wraith                                    | Jake Kesey                                     | |
| 1986 | Egen lag                                      | Hamburger Restaurant Manager                   | Cameo |
| 1987 | Wall Street                                   | Bud Fox                                        | |
| 1987 | Biltjuvarna                                   | Ted Varrick                                    | |
| 1987 | På fri fot                                    | Paul                                           | |
| 1988 | Never on Tuesday                              | Thief                                          | Okrediterad cameo |
| 1988 | Eight Men Out                                 | Oscar 'Happy' Felsch                           | |
| 1988 | Young Guns                                    | Richard "Dick" Brewer                          | Bronze Wrangler Award |
| 1989 | Tale of Two Sisters                           | Berättarröst                                   | också manus (dikter) |
| 1989 | Värsta gänget                                 | Ricky 'Wild Thing' Vaughn                      | |
| 1989 | Backtrack - I skottlinjen                     | Bob                                            | Cameo |
| 1990 | Straffkompaniet                               | Pfc. Franklin Fairchild Bean                   | |
| 1990 | Flykt över alperna                            | Peter                                          | |
| 1990 | Sopåkarna                                     | Carl Taylor                                    | |
| 1990 | Navy SEALs                                    | Lt. (j.g.) Dale Hawkins                        | |
| 1990 | The Rookie - Nykomlingen                      | David Ackerman                                 | |
| 1991 | Hot Shots! Höjdarna!                          | Lt. Sean Topper Harley                         | |
| 1992 | Made of Steel                                 | William Patrick Steaner/Daniel "Dan" Saxon/Sid | |
| 1992 | Oliver Stone: Inside Out                      | Sig själv                                      | Dokumentär |
| 1993 | Laddat vapen                                  | Gern, Parking Valet                            | |
| 1993 | Deadfall                                      | Morgan "Fats" Gripp                            | |
| 1993 | Hot Shots! 2                                  | Lt. Sean Topper Harley                         | |
| 1993 | De tre musketörerna                           | Aramis                                         | |
| 1994 | Charlie Sheen's Stunt Spectacular             | Sig själv                                      | TV-film |
| 1994 | Fritt fall                                    | Richard 'Ditch' Brodie                         | |
| 1994 | The Chase                                     | Jackson Davis "Jack" Hammond                   | också exekutiv producent |
| 1994 | Värsta gänget II                              | Ricky 'Wild Thing' Vaughn                      | |
| 1996 | Loose Women                                   | Barbie Loving Bartender                        | Cameo |
| 1996 | Frame by Frame                                |                                                | |
| 1996 | Änglahund 2                                   | Charles B. "Charlie" Barkin                    | (bara röst) |
| 1996 | The Arrival                                   | Zane Zaminsky                                  | |
| 1997 | Money Talks                                   | James Russell                                  | |
| 1997 | Shadow Conspiracy                             | Bobby Bishop                                   | |
| 1997 | Bad Day on the Block                          | Lyle Wilder                                    | även känd som Under Pressure |
| 1998 | Postmortem                                    | James McGregor                                 | |
| 1998 | A Letter from Death Row                       | Cop #1                                         | Cameo |
| 1998 | No Code of Conduct                            | Jacob "Jake" Peterson                          | även exekutiv producent och manus |
| 1998 | Free Money                                    | Bud Dyerson                                    | |
| 1998 | Junket Whore                                  | Sig själv                                      | Dokumentär |
| 1999 | Lisa Picard is Famous                         | Sig själv                                      | |
| 1999 | Five Aces                                     | Chris Martin                                   | |
| 1999 | I huvudet på John Malkovich                   | Sig själv                                      | Nominerad – Screen Actors Guild Award for Outstanding Performance by a Cast in a Motion Picture Nominerad – Online Film Critics Society Award for Best Cast |
| 2000 | Rated X                                       | Artie Jay "Art" Mitchell                       | Showtime TV-film |
| 2001 | Goda råd                                      | Ryan Edward Turner                             | |
| 2001 | Last Party 2000                               | Sig själv                                      | Dokumentär, okrediterad |
| 2002 | The Making of Bret Michaels                   | Sig själv                                      | Dokumentär |
| 2003 | Scary Movie 3                                 | Tom Logan                                      | |
| 2004 | The Big Bounce                                | Bob Rogers Jr.                                 | |
| 2004 | Pauly Shore Is Dead                           | Sig själv                                      | Cameo |
| 2005 | Guilty Hearts                                 | Charlie Sheen                                  | segment "Spelling Bee" |
| 2006 | Scary Movie 4                                 | Tom Logan                                      | Okrediterad cameo |
| 2010 | Wall Street: Money Never Sleeps               | Bud Fox                                        | Okrediterad cameo |
| 2010 | Due Date                                      | Sig själv/Charlie Harper                       | Cameo |
| 2012 | Tyler Perry's Madea's Witness Protection      | Sig själv                                      | Okrediterad cameo |
| 2012 | A Glimpse Inside the Mind of Charles Swan III | Charles Swan III                               | |
| 2013 | Scary Movie 5                                 | Sig själv                                      | |
| 2013 | Machete Kills                                 | USA:s president                                | Benämns som "Carlos Estevez" |
| 2017 | Mad Families                                  | Charlie Jones                                  | |
| 2017 | 9/11                                          | Jeffrey Cage                                   | |

### Kortfilmer
| År   | Film              | Roll                       | Anm.               |
| ---- | ----------------- | -------------------------- | ------------------ |
| 1986 | A Life in the Day |                            |                    |
| 1989 | Comicits          | Sig själv                  | också producent    |
| 2003 | Deeper Than Deep  | Charles "Chuck" E. Traynor |                    |
| 2004 | Spelling Bee      | Sig själv                  | från Guilty Hearts |

### TV
| År        | Titel                          | Roll                                | Anm. |
| --------- | ------------------------------ | ----------------------------------- | --- |
| 1986      | Amazing Stories: Book Three    | Casey                               | Avsnitt: "No Day at the Beach" |
| 1996      | Vänner                         | Ryan                                | Avsnitt: "The One with the Chicken Pox" |
| 1999      | Sugar Hill                     | Matt                                | osålt pilotavsnitt |
| 2000–2002 | Spin City                      | Charlie Crawford                    | Golden Globe Award for Best Actor – Television Series Musical or Comedy (2002) Nominerad – ALMA Award för Outstanding Actor in a Television Series (2001) Nominerad – ALMA Award för Outstanding Actor in a Television Series (2002) |
| 2003–2011 | 2 1/2 män                      | Charlie Harper                      | ALMA Award för Outstanding Actor in a Comedy Television Series (2008) Nominerad – Kids Choice Awards för Favorite Television Actor (2002) Nominerad – Screen Actors Guild Award for Outstanding Performance by a Male Actor in a Comedy Series (2005) Nominerad – Golden Globe Award for Best Actor – Television Series Musical or Comedy (2005) Nominerad – Primetime Emmy Award for Outstanding Lead Actor in a Comedy Series (2006) Nominerad – Golden Globe Award for Best Actor – Television Series Musical or Comedy (2006) Nominerad – Teen Choice Award for Choice TV Actor: Comedy (2008) Nominerad – Primetime Emmy Award for Outstanding Lead Actor in a Comedy Series (2008) Nominerad – Screen Actors Guild Award for Outstanding Performance by a Male Actor in a Comedy Series (2009) |
| 2006      | Overhaulin'                    | Sig själv                           | Avsnitt: "LeMama's Boy" |
| 2008      | The Big Bang Theory            | Sig själv                           | Avsnitt: "The Griffin Equivalency", cameoframträdande |
| 2009      | The Tonight Show with Jay Leno | Sig själv                           | |
| 2009      | Lopez Tonight                  | Sig själv                           | |
| 2010      | Family Guy                     | Sig själv                           | Avsnitt: "Brian Griffin's House of Payne" |
| 2011      | Drew Carey's Improv-A-Ganza    | Sig själv                           | Avsnitt 2 (i improv game "Fairy Tale") |
| 2011      | Comedy Central Roast           | Sig själv (Roastee)                 | Sändes den 19 september 2011 |
| 2012–2014 | Anger Management               | Charlie Goodson                     | |
| 2015      | The Goldbergs                  | Garth Volbeck                       | Avsnitt: "Barry Goldberg's Day Off" |
| 2017      | Typical Rick                   | Broken Family Producer/Mental Clerk | |